# Чепура, Екатерина Петровна
Екатери́на Петро́вна Чепу́ра (укр. Катерина Петрівна Чепура; род. 23 декабря 1986, Киев) — украинский театральный режиссёр и общественный деятель.

## Биография
Екатерина Чепура училась в киевской школе № 265. В 2009 году окончила факультет режиссуры и хореографии Киевского национального университета культуры и искусств, где получила специальность режиссёра.
В 2008 году Екатерина Чепура поставила пьесу «Между двух сил» по драме Владимира Винниченко, которая стала её дипломной работой. Постановка получила признание и шла на различных сценах на протяжении нескольких лет. Актёр и художественный руководитель Национального академического драматического театра им. Ивана Франко Богдан Ступка после просмотра этого спектакля предложил Чепуре пройти стажировку в своём театре.
С 2010 года Екатерина Чепура стажировалась в Национальном драматическом театре им. Ивана Франко, с 2011 года стала постоянно работать режиссёром в этом театре. С 2010 года в Театре им. И. Франко она поставила два спектакля по пьесам Владимира Винниченко: «Дорогу красоте» и «Натусь» — на малой сцене, на большой сцене — детский мюзикл «Золушка». В 2011 году спектакль «Дорогу красоте» был номинирован на киевскую театральную премию «Киевская пектораль» в категории «За лучший режиссёрский дебют».
В сентябре 2012 года, после смерти Богдана Ступки, Чепура была уволена из театра.

### Общественная деятельность
Екатерина Чепура занимается общественной деятельностью с 17 лет. С 2004 года была активисткой «Чёрной Поры», а затем Альянса «Майдан».
С 2010 года является активисткой киевской ячейки Гражданского движения «Видсич» («Отпор»).

#### Кампания «Против деградации образования»
24 января 2012 состоялся пикет Гражданского движения «Отпор» в рамках кампании «Против деградации образования» возле клуба Кабинета министров Украины, где проходила встреча премьер-министра Николая Азарова с общественностью и академическим сообществом с целью обсуждения правительственного законопроекта № 9655 «О высшем образовании». По требованию протестующих Екатерину Чепуру было допущено к обсуждению как представительницу интересов студенчества. Несмотря на то, что большинство участников дискуссии одобрили документ и утверждали, что он готов к принятию Верховной радой в целом, выслушав требования активистки, Николай Азаров всё же создал оперативную рабочую группу для урегулирования «спорных норм» в законопроекте. В рабочую группу вошла и Екатерина Чепура. Однако позже активистку обвинили в организации несанкционированного митинга 24 января возле клуба Кабинета министров, а 4 апреля 2012 года состоялось слушание её дела в Печерском районном суде Киева. После 40-минутного заседания суд закрыл дело в связи с отсутствием доказательств.

#### Кампания «Месть за раскол страны»
В 2012 году Екатерина Чепура принимала активное участие в кампании «Месть за раскол страны». 18 июня её вместе с другими активистами попыталась задержать милиция, после чего в Новоград-Волынском на девушку работники благоустройства под наблюдением милиции незаконно составили протокол об административном правонарушении, которому так и не дали ход.
3 августа Екатерину вместе с ещё четырьмя активистами задержала милиция в Севастополе. Правоохранители объяснили свои действия тем, что активисты проводят мирное мероприятие без уведомления об этом властей. В участке активистам инкриминировали нарушение КУоАП о «нарушении ведения предвыборной агитации». Позже, после освобождения активистов, стало известно, что милиция совершила подлог протоколов, в частности относительно Екатерины Чепуры.
5 августа Екатерину Чепуру и ещё одного активиста противоправно задержала милиция в Симферополе. Им инкриминировали нарушение КУоАП о «нарушении правил ведения предвыборной агитации». Суд признал активистов виновными, несмотря на многочисленные ошибки в протоколе. Непризнание подсудимыми своей вины судья трактовал как попытку уклониться от ответственности. Позже стало известно, что милиция совершила подлог документов.
8 августа Екатерину Чепуру вместе с шестью активистами незаконно задержала милиция в Донецке. Против Екатерины милиционеры применили грубую физическую силу. На Чепуру и других активистов составили протокол о нарушении 152-й статьи КоАП «нарушении правил благоустройства».
15 сентября во время распространения листовок в рамках кампании в Киеве Екатерину вместе с двумя активистами избили и задержали сотрудники Соломенского райотдела милиции и неустановленные лица в штатском. В отделении Екатерине стало плохо и ей вызвали скорую помощь. На активистов составили протоколы о нарушении КУоАП о «злостном неповиновении работникам милиции». Позже инкриминировали также «нарушение правил проведения предвыборной агитации». Суды Екатерина Чепура вместе с другими активистами выиграла.
17 октября в Коростышеве в местном Доме культуры во время концерта заслуженного артиста Украины Олега Гаврилюка активисты кампании раздавали листовки. В зал не пустили работников 5 канала, после чего журналисты написали заявление в милицию о препятствовании журналистской деятельности и дали в милиции пояснения. Вместе с ними показания дала активистка Екатерина Чепура, которая стала свидетелем инцидента. Милиция после этого случая стала расследовать распространение листовок активистами «Отпора», о чём сообщила на своей странице в сети Facebook журналист 5 канала Оксана Трокоз. Её начали расспрашивать о том, кто такая Екатерина Чепура и сообщили, что против «Отпора» открыто уголовное производство. 11 декабря милиция снова допрашивала Оксану Трокоз и снова интересовалась личностью Чепуры. Журналистке показали поручение о проведении негласных следственных (розыскных) действий.

#### Евромайдан
Во время и после Евромайдана Екатерина Чепура была взводной «Женского взвода» (укр. «Жіночої чоти»), который входил в состав 16-й сотни Самообороны Майдана в Киеве.

### Личная жизнь
В 2013 году вышла замуж за активиста Евромайдана Артура Переверзева.

## Театральные постановки
- «Между двух сил» (укр. Між двох сил, автор Владимир Винниченко)

### Национальный академический драматический театр им. Ивана Франко
- «Дорогу красоте» (укр. Дорогу красі, автор Владимир Винниченко; премьера — 10 апреля 2010)[29]
- «Золушка» (сказка-мюзикл; художественный руководитель — заслуженный деятель искусств Пётр Ильченко; премьера — 25 декабря 2011)[30]
- «Натусь» (автор Владимир Винниченко; премьера — 1 апреля 2012)

### Театральный центр «Пасека»Киево-Могилянской академии
- «Боярыня»[укр.] (автор — Леся Украинка; премьера — 6 октября 2013)[31]

### Московский драматический театр под руководством Армена Джигарханяна
- «Школа дьявола» (автор — Эрик-Эмманюэль Шмитт; спектакль был показан 26 февраля 2014 на II Международном молодёжном фестивале искусств в Москве)[32][33]

Чепура также часто является художником-постановщиком своих спектаклей, например, она была художником-постановщиком и художником по костюмам спектаклей «Натусь» и «Дорогу красоте».